# Fustiger stricticornis
Fustiger stricticornis är en skalbaggsart som först beskrevs av Edmund Reitter 1883.  Fustiger stricticornis ingår i släktet Fustiger och familjen kortvingar. Inga underarter finns listade i Catalogue of Life.